# Московская межбанковская ставка предложения
Московская межбанковская ставка предложения, сокр. MIBOR, МИБОР, MosIBOR, MowIBOR (от англ. Moscow Interbank Offered Rate по аналогии с англ. London Interbank Offered Rate — LIBOR) — индикативная ставка (бенчмарк) предоставления рублёвых кредитов (депозитов) на московском межбанковском рынке. С 1 января 2010 года вместо MIBOR используется MosPrime Rate.

## Ставка MIBOR
Ставка MIBOR (а также ставки MIBID и MIACR) — старейший индикатор российского денежного рынка. Рассчитывается по операциям крупнейших российских банков на межбанковском кредитном рынке в рублях и долларах США. Ставка публикуется с 1996 года. С 1996 по 2000 г. ставка рассчитывалась для следующих диапазонов сроков:
- 1 день
- 3 дня
- 7 дней
- 14 дней
- 21 день
- 30 дней
- 60 дней
- 90 дней

В 2000 г. структура ставок была переработана и вплоть до настоящего времени ставка рассчитывается для следующих диапазонов сроков:
- 1 день
- 2-7 дней
- 8-30 дней
- 31-90 дней
- 91-180 дней
- 181—365 дней

В настоящее время ставка MIBOR рассчитывается по методике Банка России в соответствии с Указанием Банка России № 2332-У от 12 ноября 2009 года.
Ставка рассчитывается как среднее арифметическое из ставок по отдельным банкам по каждому сроку с исключением 10 % минимальных и 10 % максимальных ставок. Для расчёта публикуемых показателей берутся ставки межбанковского кредитного рынка на основе данных по крупнейшим банкам, на которые приходится свыше 80 % суммарного объёма операций по размещению межбанковских кредитов российскими банками.

## Ставка MosIBOR
Начиная с 2001 г. Национальной валютной ассоциацией (НВА)
формируется ставка MosIBOR рублёвого рынка. НВА формирует MosIBOR на основе ставок размещения рублевых кредитов (депозитов), объявляемых ведущими российскими банками-операторами межбанковского рынка.
Методика формирования и расчета индикативной ставки MosIBOR создаются и утверждаются Советом Национальной валютной ассоциации.
Индикативная ставка MosIBOR рассчитывается на основе объявляемых российскими банками в разрезе следующих сроков кредитования:
- overnight
- 1 неделя
- 2 недели
- 1 месяц
- 2 месяца
- 3 месяца

Величина ставки указывается в процентах годовых с точностью до двух десятичных знаков после запятой.
Информационным партнером Национальной валютной ассоциации по расчету индикативной ставки MosIBOR является московский филиал агентства Рейтерс. Банки вводят свои ставки в телекоммуникационную систему агентства Рейтерс между 11:45 и 12:15 часами дня по московскому времени. Агентство Рейтерс публикует среднюю ставку MosIBOR и индивидуальные ставки банков на специальных страницах в 12:30 по московскому времени каждого рабочего дня.
Список банков — участников MosIBOR (по состоянию на сентябрь 2010 года):
1. ЗАО «АБН АМРО Банк А.О.» (21 января 2008 года был продан Королевскому Банку Шотландии[8]),
2. ОАО «Альфа-банк»,
3. Банк «ВестЛБ Восток» (ЗАО),
4. ОАО «Банк внешней торговли»,
5. Внешэкономбанк,
6. АБ «Газпромбанк» (ЗАО),
7. АКБ «Еврофинанс-Моснарбанк»,
8. ОАО «Инвестиционный банк ТРАСТ»,
9. ЗАО Международный Московский Банк,
10. АКБ «Московский Деловой Мир»,
11. АКБ «Банк Москвы» ОАО,
12. ОАО Банк «Петрокоммерц»,
13. ЗАО «Райффайзенбанк Австрия»,
14. АКБ «Росбанк»,
15. АК Сберегательный банк России,
16. КБ «Ситибанк» ЗАО.

С 2010 г. расчет ставки MosIBOR прекращен, вместо неё используется MosPrime Rate<.